# Sandbergia
Sandbergia är ett släkte av korsblommiga växter. Sandbergia ingår i familjen korsblommiga växter.
Kladogram enligt Catalogue of Life:
| Sandbergia | \| \| Sandbergia perplexa \| \| \| \| \| \| Sandbergia whitedii \| \| \| \| |
|            | \| \| Sandbergia perplexa \| \| \| \| \| \| Sandbergia whitedii \| \| \| \| |
|            | Sandbergia perplexa                                                         |
|            |                                                                             |
|            | Sandbergia whitedii                                                         |
|            |                                                                             |